# Teucholabis (Teucholabis) decora
Teucholabis (Teucholabis) decora is een tweevleugelige uit de familie steltmuggen (Limoniidae). De soort komt voor in het Neotropisch gebied.